# 호국경
호국경(Lord Protector)은 잉글랜드의 왕권이 미약하였을 때, 왕을 섭정하던 귀족에게 붙이던 호칭이었다. 잉글랜드와 스코틀랜드 왕정의 역사에서 여러차례 호국경들이 왕을 보좌하는 경우가 있었다. 그러나 영국에서 왕정이 일시 폐지된 이후인 1653년, 올리버 크롬웰은 호국경이 되어 기존 왕의 자리를 차지하였다. 정식 명칭은 잉글랜드·스코틀랜드·아일랜드 공화국의 호국경(Lord Protector of the Commonwealth of England, Scotland and Ireland)이다.
이 호국경이라는 관직은 쉽게 말하자면 대통령과 동일하다. 다만 국민선거가 아닌 의회선거로 추대된다는 차이점이 존재한다.
장기의회에서 숙청을 피한 사람들로 구성된 잔부의회(Rump Parliament)가 영국의 민주화에 열의를 보이지 않았기 때문에, 올리버 크롬웰이 영도하는 혁명세력은 무력으로 의회를 해산하고 추천의원으로써 의회를 구성했다. 그러한 그들의 급진적인 개혁에 유산 계급은 불안을 느껴 무력으로써 의회를 해산시키고, 크롬웰을 호국경으로 삼아 권력을 위임하였다. 이것이 호국경 정치의 시초이며, 이것을 규정한 헌법이 통치장전이다. 통치장전은 영국사상 유일한 성문 헌법이다. 이 장전은 국민에 대한 최고 통치권의 행사와 정부의 행정권을 호국경에게 위임할 것을 규정했다. 호민관을 보좌하는 국무원은 호국경에 의하여 임명되는 종신관으로 구성되고, 의회에 대하여 책임을 지지 않았다.
그러나 1654년에 열린 의회는 군대와 충돌하여 다음 해 1월 해산하자, 크롬웰은 민병제를 개편하고, 군정장관에 의한 군사독재를 실행하게 되었다. 그러나 유산 계급은 왕정복귀를 원하여 크롬웰을 왕위에 앉히고, 군대를 의회의 재정적 지배하에 둔다고 하는 탄원 및 청원 제출하였다. 크롬웰의 즉위는 실현되지 않았으나, 군정장관 등의 군인가족은 의석을 얻은 대가로 매수되었다. 이 헌법이 효력을 발휘하기 전에 크롬웰은 죽고 그 아들 리처드 크롬웰이 호국경 자리를 계승하였으나, 그는 군대와 의회와의 대립을 누르지 못하였다.
1659년 장군들은 그를 폐위시키고 왕정복고의 길을 터놓았다.

## 역사
1654년, 당시 잉글랜드의 군인이던 올리버 크롬웰이 청교도 혁명을 일으켜 찰스 1세를 처형하고 권력을 잡는다. 그리고 왕을 대신하여 섭정을 명분으로 하여금 군사독재를 시작하였다. 호국경이 된 올리버 크롬웰은 권력을 잡자마자 의회를 해산시켰다. 그 후 반란을 주도했던 혁명 동료들은 물론, 반대파, 권력2인자, 귀족, 중산층, 군인, 자본가, 평민 등 계층에 상관 없이 자신에 반대하면 모두 숙청했다. 이렇듯 올리버 크롬웰은 1658년, 찰스 1세보다 더한 무소불위의 권력을 누리다 결국 세상을 떠났다. 한편, 그의 아들 리처드 크롬웰이 제2대 호국경으로 즉위하면서 아버지를 계승했고, 결국 몇 년 뒤 쿠데타로 인해 그막을 내린다.

## 참고 자료
- 이 문서에는 다음커뮤니케이션(현 카카오)에서 GFDL 또는 CC-SA 라이선스로 배포한 글로벌 세계대백과사전의 내용을 기초로 작성된 글이 포함되어 있습니다.